# Anomis designans
Anomis designans är en fjärilsart som beskrevs av Walker 1852. Anomis designans ingår i släktet Anomis och familjen nattflyn. Inga underarter finns listade i Catalogue of Life.